# رودولفو دوبو
رودولفو دوبو (اسپانیایی: Rodolfo Dubó‎؛ زادهٔ ۱۱ سپتامبر ۱۹۵۳) بازیکن سابق و مربی فوتبال اهل شیلی است.
از باشگاه‌هایی که در آن بازی کرده‌است می‌توان به باشگاه فوتبال یونیورسیداد شیلی اشاره کرد.
وی همچنین در تیم ملی فوتبال شیلی بازی کرده‌است.